# Erwin Drèze

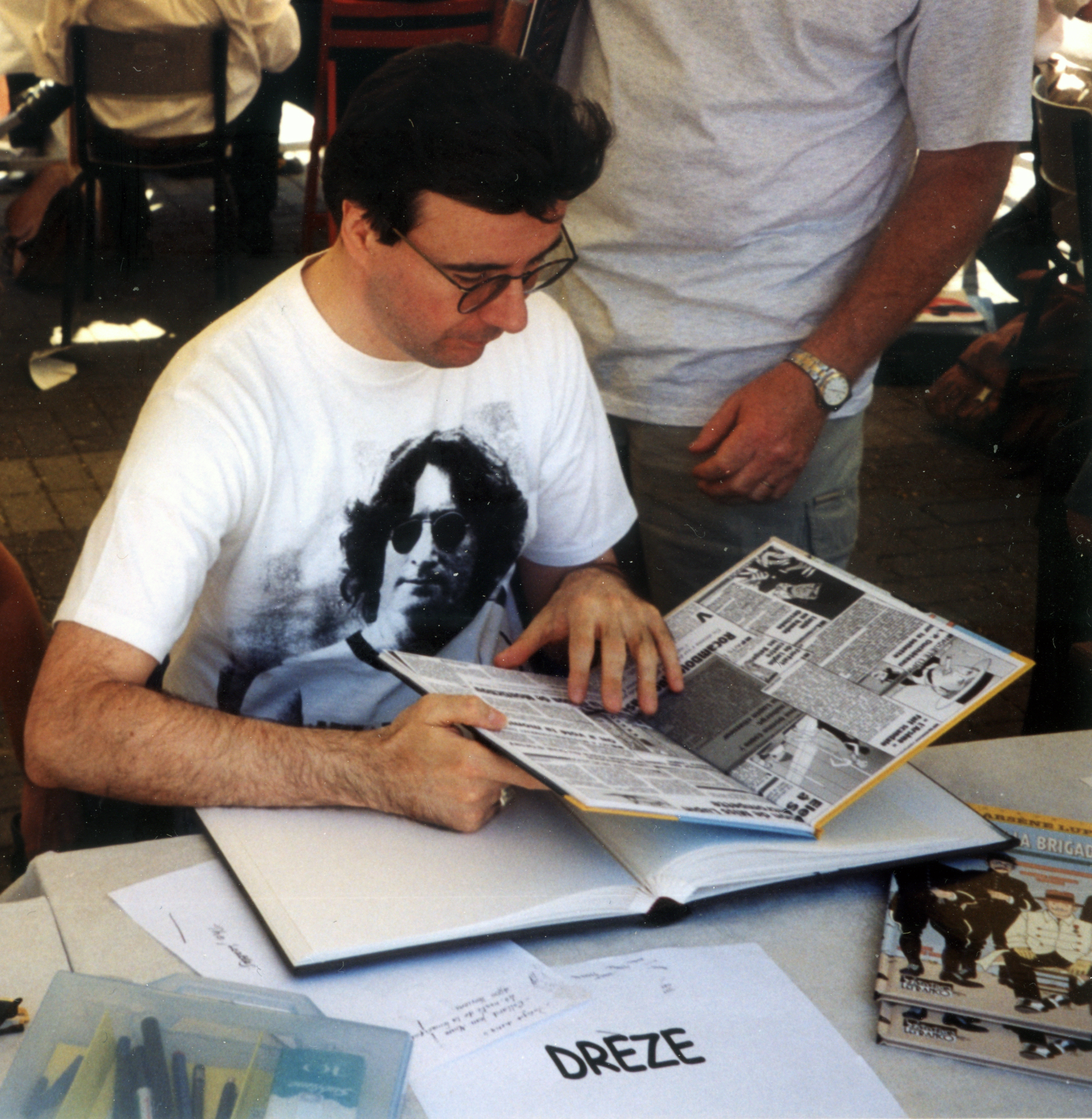
Erwin Drèze

Erwin Drèze (* 27. November 1960 in Ciney; † 18. März 2020) war ein belgischer Comiczeichner.

## Werdegang
Das Zeichnen brachte sich Erwin Drèze selbst bei und lernte von Raymond Macherot die Grundlagen. Nach ersten Arbeiten in einer Regionalzeitung kam er zu Tintin. Mit André-Paul Duchâteau realisierte er eine Episode von Arsène Lupin und assistierte André Taymans in L. Frank und Caroline Baldwin. Im Jahr 2001 traf er Jacques Martin und gemeinsam entwickelten sie die Comicstrips Lefranc (2006) und Les Voyages d'Alix (2008).
Sein Zeichenstil war Ligne claire.
Erwin Drèze starb am 18. März 2020 im Alter von 59 Jahren an einem Hirntumor.

## Werke
- 1986: Louis Valmont
- 1998: Arsène Lupin
- 2000: Miracle à Maredsous
- 2007: Mirliton
- 2008: Les voyages d’Alix